# Artikel 38 des Grundgesetzes für die Bundesrepublik Deutschland
Artikel 38 des deutschen Grundgesetzes (GG) befindet sich im dritten Abschnitt des Grundgesetzes, der Bestimmungen zum Deutschen Bundestag enthält, dem Parlament und gesetzgebenden Organ auf Bundesebene. Er beschreibt die rechtlichen Grundlagen der Bundestagswahl und der Rechtsstellung des Bundestagsabgeordneten. Bei Art. 38 GG handelt sich damit um eine zentrale Bestimmung des deutschen Staatsorganisationsrechts.
Art. 38 Absatz 1 Satz 1 GG sichert jedem Bürger das Recht zu, zu wählen und gewählt zu werden. Ersteres wird in der Rechtswissenschaft als aktives, letzteres als passives Wahlrecht bezeichnet. Die Wahl muss allgemein, frei, gleich, unmittelbar und geheim ausgestaltet sowie durch die Öffentlichkeit nachvollzieh- und kontrollierbar sein.
Art. 38 Absatz 1 Satz 2 GG verleiht dem Abgeordneten eine rechtliche Sonderstellung, die ihn berechtigt, parlamentarische Tätigkeit frei von Beeinträchtigungen durch Dritte auszuüben. Weiterhin ist er bei der Wahrnehmung seines Amts weder an Aufträge noch an Weisungen gebunden, sondern lediglich seinem Gewissen unterworfen. Dies wird in der Rechtswissenschaft als freies Mandat bezeichnet.
Für Bundestagsabgeordnete, die ihre Rechtsstellung als Abgeordnete aus Art. 38 Absatz 1 Satz 2 GG verletzt sehen, besteht hingegen die Möglichkeit ihre Rechte im Organstreitverfahren geltend zu machen. Gemäß Art. 94 Absatz 1 Nummer 4a GG handelt es sich bei Art. 38 GG um ein grundrechtsgleiches Recht. Daher können Träger des Rechts nach Art. 38 Absatz 1 Satz 1 GG dessen Verletzung mittels einer Verfassungsbeschwerde vor dem Bundesverfassungsgericht rügen.
Die Gewährleistungen des Art. 38 GG können nur durch kollidierendes Verfassungsrecht verkürzt werden. Als solches kommen insbesondere staatsorganisationsrechtliche Interessen in Frage, etwa die Funktionsfähigkeit des Parlaments.

## Normierung
Art. 38 GG lautet seit seiner letzten Änderung vom 31. Juli 1970 wie folgt:
(2) Wahlberechtigt ist, wer das achtzehnte Lebensjahr vollendet hat; wählbar ist, wer das Alter erreicht hat, mit dem die Volljährigkeit eintritt.
Art. 38 GG enthält unterschiedliche Funktionen. Art. 38 Absatz 1 Satz 1 GG und Art. 38 Absatz 2 GG enthalten mehrere Strukturbestimmungen und grundrechtsgleiche Rechte, bei denen es sich teilweise um Freiheits-, teilweise um Gleichheitsrechte handelt. Art. 38 Absatz 1 Satz 2 GG begründet grundlegende organschaftliche Rechte von Abgeordneten und Fraktionen des Deutschen Bundestags. Art. 38 Absatz 3 GG weist dem Bund das Recht und die Aufgabe zu, das Wahlrecht durch Gesetz näher auszugestalten.

## Entstehungsgeschichte
Das Prinzip des freien Mandats wurde in der deutschen Verfassungstradition erstmals in den preußischen Verfassungen von 1848 und 1850 kodifiziert. Gewährleistungen, die heute in Art. 38 GG enthalten sind, fanden sich weiterhin in der Paulskirchenverfassung von 1849. Diese setzte sich aufgrund des Widerstands zahlreicher deutscher Staaten jedoch nicht durch, sodass ihre Gewährleistungen keine Rechtswirkung entfalteten.
Die Reichsverfassung von 1871 bestimmte, dass die Reichstagswahl geheim und direkt erfolgten. Auch waren die Abgeordneten unabhängig.
Weiter ausgestaltet wurden die Grundlagen des Wahlsystems durch die Weimarer Reichsverfassung (WRV) von 1919. Gemäß Art. 22 WRV wurden die Reichstagsabgeordneten in einer Verhältniswahl gewählt, die allgemein, gleich, unmittelbar und geheim war. Art. 21 WRV gewährleistete die Freiheit des Abgeordnetenmandats.

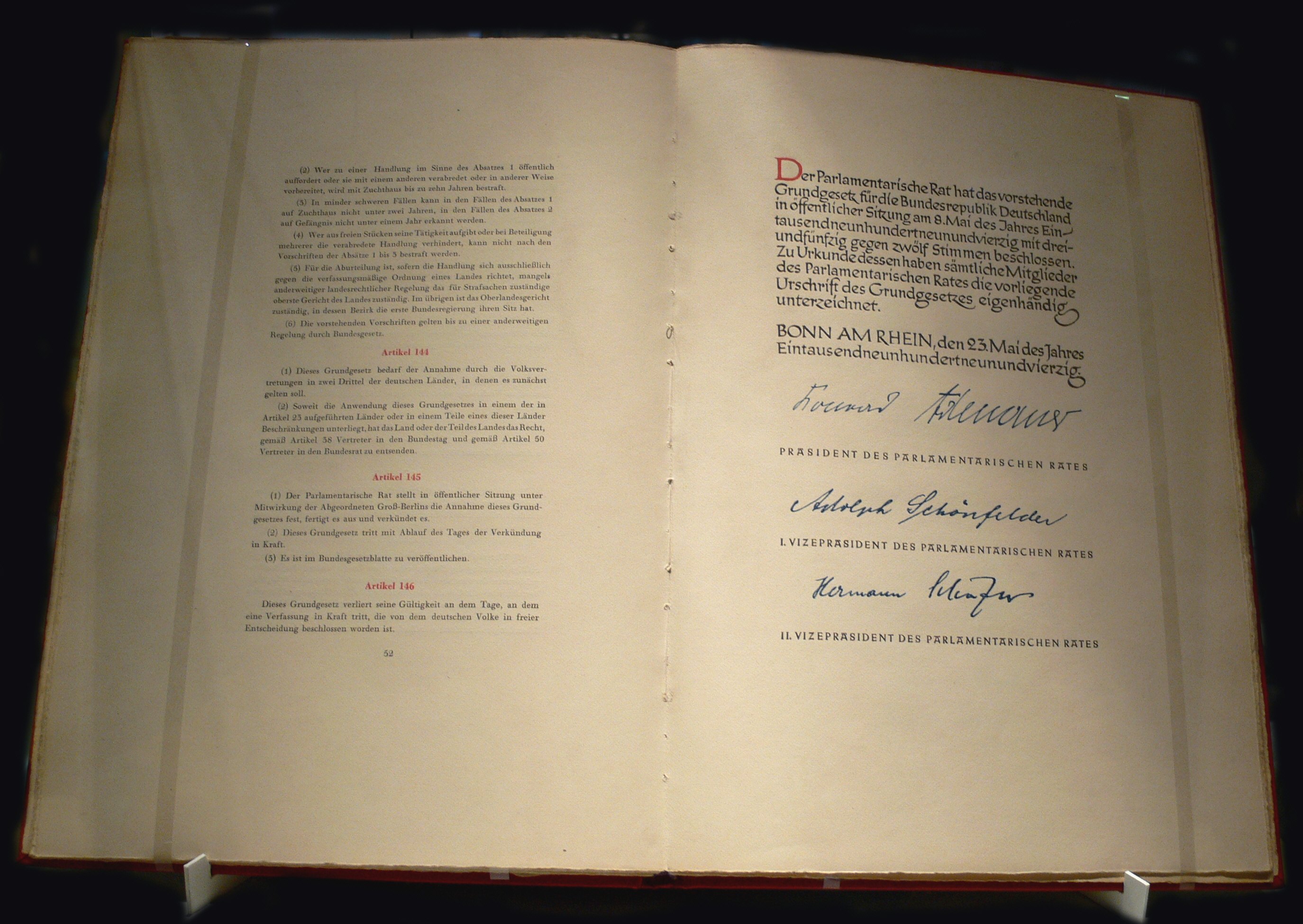
Grundgesetz vom 23. Mai 1949

Der Parlamentarische Rat, der zwischen 1948 und 1949 das Grundgesetz entwickelte, wollte sich in Bezug auf das Wahlsystem und die Stellung des Abgeordneten an die Weimarer Reichsverfassung anlehnen. Er wollte allerdings die Unzulänglichkeiten dieser Verfassung vermeiden. Zu diesem Zweck bemühte er sich um einen sachgerechten Ausgleich zwischen einer möglichst freiheitlichen Regelung und den notwendigen Rahmenbedingungen für effektive parlamentarische Arbeit. Der Verfassungsgeber verzichtete bewusst auf nähere Regelungen zum Wahlsystem in Art. 38 GG, um dem Gesetzgeber diesbezüglichen Gestaltungsspielraum zu lassen.
Bislang wurde Art. 38 GG lediglich einmal geändert: Durch Gesetz vom 31. Juli 1970 wurde das Mindestwahlalter, das damals bei 21 Jahren lag, auf 18 Jahre reduziert. Hierdurch wollte der Gesetzgeber insbesondere das Wahlrecht an die Wehrpflicht angleichen, die ab 18 Jahren bestand.

## Bundestagswahlen
Art. 38 Absatz 1 Satz 1 GG regelt zum einen die Grundsätze der Wahl zum Deutschen Bundestag. Zum anderen enthält die Norm das grundrechtsgleiche Recht, an der Wahl als Wähler und Kandidat teilzunehmen. Dieses Recht steht jedem Deutschen zu. Als Deutscher gilt gemäß Art. 116 Absatz 1 GG, wer die deutsche Staatsbürgerschaft innehat oder dem Inhaber der Staatsbürgerschaft gleichgestellt ist. Dass lediglich Deutsche Träger des grundrechtsgleichen Rechts sind, ist zwar in der Verfassung nicht ausdrücklich normiert, ergibt sich jedoch daraus, dass aufgrund der durch Art. 20 Absatz 2 Satz 1 GG gewährleisteten Volkssouveränität lediglich Deutsche an der Bundestagswahl teilnehmen dürfen.

### Wahlrecht
Das Wahlrecht stellt gemäß Art. 94 Absatz 1 Nummer 4a GG ein grundrechtsgleiches Recht dar. Es handelt sich um ein individuelles Recht. Daher wäre beispielsweise ein Familienwahlrecht nach verbreiteter Auffassung in der Rechtswissenschaft verfassungswidrig.
Das Wahlrecht unterteilt sich in eine aktive und eine passive Komponente: Das aktive Wahlrecht beschreibt das Recht, zu wählen. Das passive Wahlrecht berechtigt dazu, sich durch die Wähler wählen zu lassen.
Aus dem Wahlrecht leitet die Rechtswissenschaft weiterhin die Gewährleistung ab, dass der Bürger durch seine Wahl darüber entscheiden kann, wer in Deutschland Staatsgewalt ausübt. Diese Möglichkeit setzt voraus, dass der Bundestag über eine hinreichende Anzahl an Kompetenzen verfügt. Daher beschränkt Art. 38 Absatz 1 Satz 2 GG nach vorherrschender Auffassung in der Rechtswissenschaft die Übertragung von Kompetenzen des Bundestags an die Europäische Union: Diese darf nicht so weit reichen, dass der Bundestag grundlegende Entscheidungen nicht mehr selbst fällen oder die diesbezügliche Entscheidungsfindung nicht hinreichend beeinflussen kann.

### Wahlsystem
Gemäß Art. 38 Absatz 3 GG besitzt der Bund die umfassende ausschließliche Gesetzgebungskompetenz zur Regelung des Rechts der Bundestagswahl. Diese Bestimmung verpflichtet den Gesetzgeber zugleich dazu, das Wahlsystem auszugestalten. Ein bestimmtes Wahlsystem schreibt das Grundgesetz nicht vor, sodass der Gesetzgeber diesbezüglich einen weiten Gestaltungsspielraum besitzt. Eine bedeutende Rechtsquelle für die in der Praxis durch politische Parteien geprägte Bundestagswahl stellt das Bundeswahlgesetz (BWahlG) dar.

Personalisierte Verhältniswahl der Bundesrepublik Deutschland

Der einfache Gesetzgeber regelte die Bundestagswahl als eine Mischform aus Mehrheitswahl und Verhältniswahl. Diese wird als personalisierte Verhältniswahl bezeichnet. Hiernach setzt sich der Deutsche Bundestag gemäß § 1 Absatz 2 BWahlG aus 299 Abgeordneten zusammen, die mit der Erststimme direkt in Wahlkreisen gewählt werden. Da hierbei derjenige gewinnt, der innerhalb seines Wahlkreises die meisten Stimmen erhält, handelt es sich um eine Mehrheitswahl. Weitere 299 Abgeordnete werden dadurch in den Bundestag gewählt, dass sie auf einer Landesliste als Kandidaten nominiert sind, für die der Wähler seine Zweitstimme abgibt. Je mehr Stimmen eine Liste erzielt, desto mehr Kandidaten kann sie in den Bundestag entsenden. Berechnet wird die Sitzzuteilung nach dem Sainte-Laguë/Schepers-Verfahren. Hierbei werden gemäß § 6 Absatz 3 Satz 1 BWahlG grundsätzlich lediglich die Stimmen für diejenigen Listen berücksichtigt, die mindestens fünf Prozent aller Stimmen erzielen. Dies gilt nicht für die Parteien, die in mindestens drei Wahlkreisen ein Direktmandat erlangen.
Erlangt eine Partei durch direkt gewählte Kandidaten im Parlament einen prozentual höheren Anteil, als ihr nach dem Listenergebnis zustünde, behält sie gemäß § 6 Absatz 5 Satz 1 BWahlG ihre Direktmandate. Diese werden in der Rechtswissenschaft als Überhangmandate bezeichnet. Damit die Sitzverteilung innerhalb des Bundestags der prozentualen Stimmverteilung der Listenergebnisse entspricht, wird bei Vorliegen von Überhangmandaten die Zahl der Abgeordneten im Bundestag mithilfe von Ausgleichsmandaten soweit erhöht, wie dies erforderlich ist, um ein entsprechendes Verhältnis zu erzielen.

### Wahlgrundsätze
Gemäß Art. 38 Absatz 1 Satz 1 GG werden Abgeordnete des Deutschen Bundestags in allgemeiner, unmittelbarer, freier, gleicher und geheimer Wahl gewählt. Diese Vorgaben sollen die Legitimation der Bundestagsabgeordneten absichern. In gesetzessystematischer Hinsicht handelt es sich bei ihnen größtenteils um Konkretisierungen des in Art. 20 Absatz 1, 2 GG normierten Demokratieprinzips, einem grundlegenden Staatsstrukturprinzip, dessen Wesensgehalt aufgrund von Art. 79 Absatz 3 GG einer Verfassungsänderung nicht zugänglich ist.
Für Landtagswahlen gilt Art. 38 GG zwar nicht unmittelbar, allerdings beeinflusst er über die Homogenitätsklausel des Art. 28 Absatz 1 Satz 1 GG die Rechtslage in den Ländern. Daher müssen sich deren Wahlen an den Kriterien des Art. 38 Absatz 1 Satz 1 GG orientieren. Ferner beeinflussen die Grundsätze des Art. 38 Absatz 1 Satz 1 GG als allgemeine Rechtsprinzipien die Ausgestaltung von Wahlen innerhalb öffentlich-rechtlicher Verbände, etwa der Sozialversicherung und der Personalvertretung. Eingeschränkt gelten sie im Rahmen von Selbstverwaltungseinrichtungen, etwa Hochschulen, da diese ihre Legitimation zumindest auch durch ihre Aufgaben erhalten.

#### Allgemeinheit
Das Kriterium der Allgemeinheit fordert, dass alle Wahlberechtigten den gleichen Zugang zur Wahl besitzen. Bei dieser Gewährleistung handelt es sich um ein besonderes Gleichheitsrecht, das den allgemeinen Gleichheitssatz des Art. 3 Absatz 1 GG als lex specialis verdrängt.
Der Grundsatz der Allgemeinheit bezieht sich sowohl auf das aktive als auch auf das passive Wahlrecht. Die Allgemeinheit der Wahl verbietet es beispielsweise, bestimmten Personen oder Gruppen die Abgabe ihrer Stimme zu erschweren. Ebenfalls unzulässig ist es, die Zulassung politischer Parteien zur Wahl anhand unterschiedlicher Kriterien zu beurteilen.
Das Prinzip der Allgemeinheit der Wahl kann durch kollidierendes Verfassungsrecht beschränkt werden. Eine entsprechende Beschränkung enthält Art. 38 Absatz 2 GG, der das Wahlrecht an die Vollendung des achtzehnten Lebensjahrs knüpft. Weitere Beschränkungen stellen die Inkompatibilitätsvorschriften des Grundgesetzes dar, die eine Wahl zum Abgeordneten verbieten. Eine solche Vorschrift besteht beispielsweise gemäß Art. 55 Absatz 1 GG für den Bundespräsidenten. Eine weitere Schranke der Allgemeinheit der Wahl stellt der Wahlausschluss kraft richterlicher Entscheidung gemäß § 13 Nummer 1 BWahlG dar, zu dem es gemäß § 45 Absatz 5 des Strafgesetzbuchs (StGB) infolge einer strafrechtlichen Verurteilung kommen kann.

#### Unmittelbar
Das Kriterium der Unmittelbarkeit der Wahl fordert, dass die Stimme des Bürgers das Wahlergebnis ohne Zwischenschritte beeinflusst. Hiermit unvereinbar wäre beispielsweise die Wahl der Abgeordneten durch Wahlmänner, wie sie bei der US-amerikanischen Präsidentschaftswahl erfolgt. Auch das ruhende Mandat verstößt gegen das Prinzip der Unmittelbarkeit.

#### Frei
Das Prinzip der Wahlfreiheit verbietet es, die Wahlentscheidung des Bürgers durch hoheitlichen Zwang zu beeinflussen. Der Bürger muss seinen Willen demnach frei bilden können. Unzulässig ist es beispielsweise, wenn ein Amtsträger unter Inanspruchnahme seiner Amtsautorität den Wähler zugunsten oder zulasten einer politischen Partei beeinflusst. Eine Ausprägung der Wahlfreiheit stellt § 108 StGB dar, der die Nötigung des Wählers unter Strafe stellt.
Umstritten ist der Rechtswissenschaft, ob die Einführung einer Wahlpflicht zwecks größtmöglicher Wahlbeteiligung mit dem Grundsatz der Wahlfreiheit vereinbar wäre. Nach überwiegender Auffassung trifft dies nicht zu, da auch im Fernbleiben von einer Wahl eine schutzwürdige politische Aussage liegen kann. Ebenfalls ließe sich der hiermit verbundene Zweck leicht durch den Wähler umgehen, etwa durch die Abgabe einer ungültigen Stimme.

#### Gleich
Die Wahlgleichheit ist gewahrt, wenn jeder Wähler sein Wahlrecht in gleicher Weise ausüben kann. Bei dieser Gewährleistung handelt es sich um ein besonderes Gleichheitsrecht, das den allgemeinen Gleichheitssatz des Art. 3 Absatz 1 GG als lex specialis verdrängt.
Für das aktive Wahlrecht bedeutet das Gleichheitsprinzip, dass das Wahlverfahren so ausgestaltet werden muss, dass jede abgegebene Stimme gleiches Gewicht besitzt. Dies setzt zum einen voraus, dass alle Stimmen den gleichen Zählwert besitzen (Zählwertgleichheit). Zum anderen muss jede Stimme vergleichbaren Einfluss auf das Wahlergebnis haben (Erfolgswertgleichheit). Bezüglich des passiven Wahlrechts hat die Wahlgleichheit zur Folge, dass jedem Kandidat die gleiche Chance eingeräumt werden muss, gewählt zu werden. Dies verbietet beispielsweise den Ausschluss unabhängiger Bewerber von der Wahlkampfkostenerstattung und die Wahlwerbung mit Haushaltsmitteln. Ferner verpflichtet die Wahlgleichheit die öffentliche Hand zu Neutralität im Wahlkampf.
Ein Eingriff in die Zählwertgleichheit ist einer verfassungsrechtlichen Rechtfertigung nicht zugänglich. Die Erfolgswertgleichheit darf nach der Rechtsprechung des Bundesverfassungsgerichts hingegen durch kollidierendes Verfassungsrecht beschränkt werden, das ein ähnliches Gewicht wie die Wahlrechtsgleichheit besitzt.
Als zulässig erachtet das Gericht etwa die 5%-Sperrklausel gemäß § 6 Absatz 3 Satz 1 BWahlG, da sich diese eignet, sicherzustellen, dass das Parlament nicht durch eine zu große Anzahl kleiner Parteien in seiner Funktionsfähigkeit beeinträchtigt wird. Als unzulässig bewertete es derartige Klauseln allerdings auf kommunaler und europäischer Ebene, da sich die dort gewählten Organe erheblich vom Bundestag unterschieden.
Einen Verstoß gegen die Wahlgleichheit stellt das negative Stimmgewicht dar. Hierbei handelt es sich um einen mathematischen Effekt, bei dem sich die Stimme des Wählers entgegen seinem Willen auswirken konnte. So war es beispielsweise aufgrund des damaligen Wahlrechts möglich, dass eine zusätzliche Zweitstimme für eine Partei dazu führt, dass diese ein Mandat verlor. Das Bundesverfassungsgericht erklärte die entsprechenden Regelungen für verfassungswidrig, da das Wahlergebnis den Willen des Wählers widerspiegeln muss.
Strittig ist in der Rechtswissenschaft, ob die Grundmandatsklausel des § 6 Absatz 3 Satz 1 Alternative 2 BWahlG einen Verstoß gegen die Wahlgleichheit darstellt. Gemäß § 6 Absatz 3 Satz 1 Alternative 2 BWahlG werden alle Stimmen für eine Partei, die weniger als fünf Prozent aller Stimmen erhalten hat, berücksichtigt, falls sie mindestens drei Direktmandate erlangt hat. Das Bundesverfassungsgericht erachtet diese Klausel als verfassungskonform, da die Anzahl an Direktmandaten eine besondere politische Bedeutung einer Partei zum Ausdruck bringt, weswegen es angemessen sei, ausnahmsweise auch deren Zweitstimmen zu berücksichtigen. Dieser Ansicht halten einige Stimmen in der Rechtslehre entgegen, der Erfolg einer Partei in mehreren Wahlkreisen besitze eine geringe Aussagekraft für die bundesweite politische Bedeutung einer Partei.

#### Geheim
Eine Wahl ist geheim, wenn für Dritte nicht erkennbar ist, für welchen Kandidaten der Wähler seine Stimme abgibt. Beschränkungen der Geheimheit der Wahl ergeben sich bspw. dadurch, dass sich ein Wähler, der nicht lesen kann, bei der Stimmabgabe einer Hilfsperson bedienen darf (§ 14 Abs. 5 BWahlG), was der Sicherung der Allgemeinheit der Wahl dient.

#### Öffentlich
In der Rechtswissenschaft anerkannt ist weiterhin das Kriterium der Öffentlichkeit der Wahl, das sich aus Art. 38 Absatz 1 Satz 1 und Art. 20 Absatz 1, 2 GG ableitet. Dieses setzt voraus, dass der Wähler den Wahlvorgang verfolgen und überprüfen kann. In einem Konflikt steht das Prinzip der Wahlöffentlichkeit beispielsweise mit der Einführung von Wahlcomputern. Diese sind nur zulässig, wenn auch Laien deren Arbeitsvorgänge zuverlässig kontrollieren können. Dies war bei der letzten verfassungsgerichtlichen Nachprüfung nicht der Fall, sodass Wahlcomputer und digitale Wahlen in Deutschland derzeit nicht genutzt werden.

#### Aktuelle Streitfragen
Heftig diskutiert wird derzeit die Vereinbarkeit eines sogenannten Paritätsgesetzes mit den Wahlgrundsätzen der allgemeinen und gleichen Wahl, aber auch der Chancengleichheit und Programmfreiheit der Parteien. Ein solches Gesetz soll sicherstellen, dass auf Wahlvorschlägen der Parteien Frauen und Männer in angemessenem Verhältnis vertreten sind und somit der Gleichberechtigung dienen.
→ Ausführliche Beschreibung im Artikel zum Paritätsgesetz.
Die Briefwahl schränkt die Grundsätze der freien (und damit geheimen) Wahl und der öffentlichen Wahlhandlung ein. Dies wird seit der frühen Bundesrepublik als gerechtfertigt erachtet, da sie die Allgemeinheit der Wahl stärkt. Bei Bundestags- und Europawahlen (in Deutschland) ist jedoch 2008 und in vielen Ländern ebenfalls die Pflicht entfallen gewichtige Gründe für die Briefwahl anzugeben, was zum Teil verfassungsrechtlich kritisiert wurde. Das Bundesverfassungsgericht hat dies 2013 noch unter der Maßgabe gebilligt, dass die Urnenwahl die maßgebliche Art der Stimmabgabe ist.  Zwischenzeitlich ist der Anteil der Briefwähler jedoch noch einmal deutlich gestiegen (bspw. Landtagswahl Baden-Württemberg 2021: 51,3 %).
→ Ausführliche Beschreibung im Artikel zur Briefwahl.

## Rechtsstellung des Abgeordneten
Der Bundestagsabgeordnete vertritt gemäß Art. 38 Absatz 1 Satz 2 GG das gesamte deutsche Volk. Er ist ausschließlich seinem Gewissen unterworfen und an Aufträge und Weisungen nicht gebunden. Diese Stellung bezeichnet die Rechtswissenschaft als freies Mandat. Dieses soll gewährleisten, dass dieser seinen Willen im Parlament ausschließlich anhand der eigenen Überzeugung bildet. Das Mandat des Abgeordneten besteht während seiner Legislaturperiode. Diese beginnt gemäß Art. 39 Absatz 1 Satz 1 GG mit dem Zusammentritt des Bundestags nach der Wahl. Sie erlischt durch den Zusammentritt eines neuen.
Konkretisiert wird die Rechtsstellung des Abgeordneten durch das Abgeordnetengesetz (AbgG) sowie durch die Geschäftsordnung des Deutschen Bundestags (GOBT).

### Rechte und Pflichten

#### Parlamentarische Mitwirkung
Damit der Abgeordnete das freie Mandat, das ihm durch seine Wahl erteilt wurde, effektiv wahrnehmen kann, besitzt dieser zahlreiche parlamentarische Mitwirkungsrechte. Diese werden im Detail durch die GOBT geregelt. Art. 38 Absatz 1 Satz 2 GG berechtigt den Abgeordneten zur Beteiligung an Beratungen und Beschlüssen im Plenum und in parlamentarischen Ausschüssen. Dies erfolgt durch die Teilnahme des Abgeordneten an Beratungen und Abstimmungen. Um elementare Beteiligungsrechte des Abgeordneten handelt es sich beim Recht, Redebeiträge zu erbringen (§ 27 GOBT) und Vorschläge einzubringen (§ 20 Absatz 2 Satz 3 GOBT). Weiterhin besitzt der Abgeordnete das Recht zur Frage (§ 105 GOBT) und zur Akteneinsicht (§ 16 GOBT).
Die verfassungsmäßigen Rechte des Abgeordneten können nach dem Wortlaut des Art. 38 GG nicht beschränkt werden. In der Rechtswissenschaft ist allerdings anerkannt, dass kollidierendes Verfassungsrecht den Rechten des Abgeordneten Schranken setzt. Dies beruht darauf, dass Verfassungsbestimmungen als gleichrangige Prinzipien grundsätzlich nebeneinander stehen, weswegen sie sich nicht gegenseitig verdrängen. Begrenzt werden die Rechte des Abgeordneten beispielsweise durch das Interesse an der Funktionsfähigkeit des Parlaments. So enthält beispielsweise die GOBT zahlreiche Regulierungen zur parlamentarischen Beteiligung, etwa in § 35 GOBT, der die Redezeit im Plenum begrenzt. Weiterhin darf ein Abgeordneter Nebentätigkeiten gemäß § 44a Absatz 1 Satz 1 AbgG lediglich soweit wahrnehmen, wie sie die Ausübung des Abgeordnetenamts nicht behindern.

#### Fraktionen und Gruppen
Weiterhin besitzt der Abgeordnete das Recht, sich gemeinsam mit anderen Abgeordneten zu einer parlamentarischen Fraktion oder einer Gruppe zusammenzuschließen.
Bei einer parlamentarischen Fraktion handelt es sich um eine Untergliederung des Bundestags, die gemäß § 10 Absatz 1 GOBT mindestens fünf Prozent der Bundestagsabgeordneten umfasst, die der gleichen Partei angehörigen oder verschiedenen Parteien, die nicht miteinander konkurrieren. Verfassungsrechtlich wurzelt die Rechtsstellung der Fraktion als Zusammenschluss von Abgeordneten in Art. 38 Absatz 1 Satz 2 GG. Daher besitzt die Fraktion ebenso wie der einzelne Abgeordnete zahlreiche parlamentarische Beteiligungsrechte. Ein Fraktionsrecht kann durch kollidierendes Verfassungsrecht beschränkt werden. Als solches kommt auch hier das Interesse an der Funktionsfähigkeit des Parlaments in Betracht. Bei einer parlamentarischen Gruppe handelt es sich um einen Zusammenschluss mehrerer Abgeordnete, der die Anforderungen an eine Fraktion nicht erfüllt.
Der Zusammenschluss von Abgeordneten birgt die Gefahr, dass das Kollektiv auf den einzelnen Abgeordneten Druck ausübt, damit er sich im Interesse des Zusammenschlusses verhält. Ein solcher Druck gefährdet die Freiheit des Mandats. Verletzt wird dieses, sobald der Zusammenschluss an bestimmte Verhaltensweisen des Abgeordneten Sanktionen knüpft. Dies wird in der Rechtswissenschaft als Fraktionszwang bezeichnet. Zulässig ist hingegen Fraktionsdisziplin: Hierbei handelt es sich um das bloße Bemühen um die Beeinflussung des Abgeordneten zugunsten des Zusammenschlusses.

#### Schutz des Abgeordneten
Weitere Abgeordnetenrechte normiert die Verfassung als Ausprägung des Art. 38 Absatz 1 Satz 2 GG.
Gemäß Art. 46 GG genießt der Abgeordnete Indemnität und Immunität. Ersteres bezeichnet den Schutz vor rechtlichen Nachteilen, die an ein Handeln des Abgeordneten in Ausübung seiner Abgeordnetentätigkeit anknüpft. Letzteres bezeichnet den Schutz vor strafrechtlicher Verfolgung während der Amtszeit.
Art. 47 Satz 1 GG räumt dem Abgeordneten das Recht ein, das Zeugnis über Tatsachen zu verweigern, von denen er in seiner Funktion als Abgeordneter Kenntnis erlangt. Dieses Zeugnisverweigerungsrecht wird in den Prozessordnungen näher ausgestaltet, beispielsweise in § 53 Absatz 1 Nummer 4 der Strafprozessordnung. Soweit das Zeugnisverweigerungsrecht reicht, ist der Abgeordnete gemäß Art. 47 Satz 2 GG auch vor Beschlagnahmen geschützt.
Art. 48 schützt die gesellschaftliche und finanzielle Stellung des Abgeordneten. Art. 48 Absatz 1 GG räumt dem Abgeordneten einen Anspruch auf Urlaub für den Wahlkampf ein. Art. 48 Absatz 2 GG verbietet Kündigung oder Entlassung des Abgeordneten wegen seiner Mandatstätigkeit. Gemäß Art. 48 Absatz 3 GG hat der Abgeordnete weiterhin Anspruch auf Entschädigung und unentgeltliche Beförderung mit staatlichen Verkehrsmitteln.

### Prozessuale Stellung
Der Abgeordnete ist als Mitglied des Bundestags Inhaber eines öffentlichen Amts. Daher wird er im Rahmen seiner parlamentarischen Tätigkeit als Bestandteil der Staatsgewalt nicht durch Grundrechte geschützt. Vielmehr ist er gemäß Art. 1 Absatz 3 GG grundrechtsverpflichtet. Greift ein Verfassungsorgan in ein Abgeordnetenrecht ein, kann sich der Abgeordnete daher nicht mithilfe einer Verfassungsbeschwerde zur Wehr setzen. Statthaft ist diesbezüglich stattdessen ein Antrag im Organstreitverfahren.
Sofern ein Abgeordneter die Verletzung eines Statusrechts in keinem anderen Verfahren vor dem Bundesverfassungsgericht geltend machen kann, ist die Verfassungsbeschwerde möglich. Dies ist der Fall, wenn die Stelle, die sein Statusrecht verletzt, im Organstreitverfahren nicht parteifähig ist. Ausgeurteilt ist diese Konstellation für Fälle, in denen der Abgeordnete die Verletzung seines Statusrechts aus Art. 38 Abs. 1 S. 2 GG i. V. m. Art. 47GG durch die Staatsanwaltschaft und die Strafgerichte rügt.

## „Recht auf Demokratie“
Das Bundesverfassungsgericht legt insbesondere Art. 38 Abs. 1 GG in ständiger Rechtsprechung sehr weit aus. Das dort garantierte Wahlrecht zum Bundestag umfasse nicht nur die formale Legitimation der Staatsgewalt durch die ordnungsgemäße Wahl, sondern auch dessen grundlegenden demokratischen Gehalt. Dazu gehöre bspw. die Volkssouveränität und damit ein Anspruch der Bürger, nur einer öffentlichen Gewalt ausgesetzt zu sein, die sie selbst legitimieren und beeinflussen können. Jede öffentliche Gewalt muss demnach in einer Legitimationskette auf die Bürger zurückführbar sein. Dies schließt es aus, dass die Bürger einer politischen Gewalt unterworfen werden, der sie nicht ausweichen können und die sie nicht frei personell und sachlich bestimmen können. Das Bundesverfassungsgericht macht damit demokratische Grundprinzipien im Wege einklagbar und schafft gewissermaßen ein „Grundrecht auf Demokratie“.
Relevant wird dies insbesondere im europäischen Integrationsprozess. So setzt Art. 38 Abs. 1 GG eben voraus, dass die Bürger auch ein Parlament wählen können, das „eigene Aufgaben und Befugnisse von substantiellem politischem Gewicht“ hat und Entscheidungen treffen kann. So muss bspw. das Budgetrecht des Bundestages gewahrt bleiben. Die Übertragung von Befugnissen auf die EU muss dabei immer demokratischen Grundsätzen entsprechen. Das Bundesverfassungsgericht macht damit im wesentliche die Einhaltung der gesamten unabänderlichen Verfassungsprinzipien für jeden Bürger einklagbar. Und damit auch die Überschreitung dieser Grenzen bei der Übertragung von Befugnissen auf die EU.